# Tronconal
Tronconal är en ort i Mexiko.   Den ligger i kommunen Huaquechula och delstaten Puebla, i den sydöstra delen av landet, 100 km sydost om huvudstaden Mexico City. Tronconal ligger 1 682 meter över havet och antalet invånare är 1 424.
Terrängen runt Tronconal är kuperad norrut, men söderut är den platt. Terrängen runt Tronconal sluttar söderut. Runt Tronconal är det ganska tätbefolkat, med 139 invånare per kvadratkilometer. Närmaste större samhälle är Atlixco, 12,5 km norr om Tronconal. Omgivningarna runt Tronconal är en mosaik av jordbruksmark och naturlig växtlighet.